# Darrius Barnes
Darrius Barnes (Raleigh, 24 december 1986) is een Amerikaans voetballer die bij voorkeur als verdediger speelt. In 2009 tekende hij een contract bij New England Revolution uit de Major League Soccer.

## Clubcarrière
Barnes werd als veertigste gekozen in de MLS SuperDraft 2009 door New England Revolution. Hij maakte zijn debuut op 21 maart 2009 tegen San Jose Earthquakes. Na Michael Parkhurst werd hij de tweede 'rookie' in de geschiedenis van de Major League Soccer die iedere minuut van iedere wedstrijd speelde. Zijn eerste competitiedoelpunt maakte hij op 23 september 2012 tegen New York Red Bulls.